# Furneaux Group
Furneaux Group är en ögrupp i Australien. Den ligger i delstaten Tasmanien, i den sydöstra delen av landet, omkring 340 kilometer norr om delstatshuvudstaden Hobart.
I omgivningarna runt Furneaux Group växer i huvudsak städsegrön lövskog. Trakten runt Furneaux Group är nära nog obefolkad, med mindre än två invånare per kvadratkilometer. Genomsnittlig årsnederbörd är 724 millimeter. Den regnigaste månaden är augusti, med i genomsnitt 89 mm nederbörd, och den torraste är januari, med 26 mm nederbörd.